# Rohrwiesengraben (Bühler)
Der Rohrwiesengraben ist unter einen Kilometer langer Auengraben im Gebiet der Gemeinde Bühlertann im Landkreis Schwäbisch Hall im nordöstlichen Baden-Württemberg, der an der Weidenmühle von links und etwa Süden in die mittlere Bühler mündet.

## Geographie

### Verlauf
Der Rohrwiesengraben beginnt seinen Lauf etwa hundert Meter westlich des Ortsrandes des Bühlertanner Weilers Kottspiel im Auenwiesengewann Beinich. Der Grabeneinschnitt setzt einige Meter westlich eines allenfalls einen Meter hohen, dort durch eine Scharte unterbrochene Seitendammes ein. Die Fischach selbst fließt dort etwa ein Dutzend Meter unterhalb eines Querbauwerks wenigstens zwei Meter unter dem Geländeniveau in einem breiten Trog.
Der nur schwach und langräumig gewundene, fast gefällelose Graben fließt in etwa nordnordwestlicher Richtung und wird nach den ersten etwa 150 Metern von einem Betonbrücklein mit Brüstung überspannt, das den Landwirten Zugang zu den Wiesen zwischen Rohrwiesengraben, Bühler und Fischach verschafft. Danach ist der völlig baum- und strauchfreie Graben mit Schilf und Röhricht bestanden. Gegen Ende seines Laufes durchquert er das Gewann Rohrwiesen. Dann mündet er in sehr steilem Abfall an der Seite der Bühlerbrücke, über die ein Sträßchen von der Bühlertalstraße L 1072 am linken Hangfuß des Bühlertals die ehemalige Mühle erschließt, gegenüber der Bühlertanner Weidenmühle von links in die mittlere Bühler.
Der Rohrwiesengraben mündet nach einem 0,7 km langen Lauf mit mittlerem Sohlgefälle von rund 6 ‰ rund 4 Meter unterhalb seines Laufbeginns. Die Länge allein ausgenommen, sind die genannten Werte  wegen der Fehler bei der Ablesung der Höhen von der Karte und deren nur kleiner Differenz relativ ungenau.
Einziger offener Zufluss ist ein weniger als 0,1 km langer, schnurgerade von links von der L 1072 her zulaufender Graben zwischen zwei Grundstücken am Unterlauf.

### Einzugsgebiet
Der Rohrwiesengraben hat ein Einzugsgebiet von unter 0,3 km² Größe. Es liegt, naturräumlich gesehen, im Übergangsbereich zwischen dem Unterraum Fischachbucht und Randhöhen der Schwäbisch-Fränkischen Waldberge im Süden und Südwesten und dem Unterraum Vellberger Bucht der Hohenloher und Haller Ebene im Nordosten entlang der Bühler; wegen des Generalisierungsfehlers der Naturraumkarten und wohl auch einer gewissen Willkür beim Zuschnitt der Naturräume (Teile selbst der Bühleraue unterhalb des Fischachzuflusses werden zum Unterraum Fischachbucht und Randhöhen geschlagen) ist die genaue Zuordnung anscheinend etwas zufällig und arbiträr.
Das Einzugsgebiet liegt fast vollständig im  Gipskeuper (Grabfeld-Formation), ausgenommen nur einen winzigen Höhenzwickel oben auf dem Leippersberg im Schilfsandstein (Stuttgart-Formation). Die Bühleraue, in der der Rohrwiesengraben fließt, ist von einer dicken Schicht von Auenlehm erfüllt, der an der Mündung neben der Bühler meistens und zuweilen nach Hangrutschungen auch an den Seiten des Trogs der untersten Fischach aufgeschlossen ist.
Die mit etwa 436 m ü. NHN größte Höhe erreicht das Gebiet auf einer Nebenkuppe des Leippersbergs (448,1 m ü. NHN) in der Nordwestecke des Einzugsgebietes. Jenseits der nördlichen Wasserscheide von dort bis zur Mündung des Rohrwiesengrabens konkurriert ein kurzes, unbeständiges und namenlosen Klingenbächlein, das wenig abwärts, in der Aue ohne offenen Lauf, die Bühler speist. Diese selbst ist das nächste Gewässer im Nordosten in der Flussaue, weiter aufwärts im Osten die unterste Fischach. Auch jenseits der langen südwestlichen Wasserscheide auf dem Kamm aus Hummelshalde, Berg und wieder Leippersberg erreicht der Abfluss die untere Fischach.
Die breite Bühleraue umfasst Wiesen. Am Anstieg zum Hügelrücken im Westen vor dem unteren Fischachtal liegen von Obstbäumen bestandene Weiden. Oben auf dem nur schmalen Streifen vor der Wasserscheide zur unteren Fischach dominieren die Äcker. Das Gebiet ist völlig unbesiedelt und gehört, einen winzigen Zwickel der dortigen Exklave der Nachbargemeinde Bühlerzeller auf dem Leippersberg ausgenommen, zur Gemeinde Bühlertann.

### LUBW
Amtliche Online-Gewässerkarte mit passendem Ausschnitt und den hier benutzten Layern: Lauf und Einzugsgebiet des Rohrwiesengrabens

Allgemeiner Einstieg ohne Voreinstellungen und Layer: Daten- und Kartendienst der Landesanstalt für Umwelt Baden-Württemberg (LUBW) (Hinweise)
1. 1 2 3  Höhe nach dem Höhenlinienbild auf dem Hintergrundlayer Topographische Karte.
2. ↑  Länge nach dem Layer Gewässernetz (AWGN).
3. ↑  Einzugsgebiet abgemessen auf dem Hintergrundlayer Topographische Karte.
4. ↑  Länge abgemessen auf dem Hintergrundlayer Topographische Karte.
5. ↑  Höhe nach grauer Beschriftung auf dem Hintergrundlayer Topographische Karte.

### Andere Belege
1. ↑  Wolf-Dieter Sick: Geographische Landesaufnahme: Die naturräumlichen Einheiten auf Blatt 162 Rothenburg o. d. Tauber. Bundesanstalt für Landeskunde, Bad Godesberg 1962. → Online-Karte (PDF; 4,7 MB)
2. ↑  Geologie nach den Layern zu Geologische Karte 1:50.000 auf: Mapserver des Landesamtes für Geologie, Rohstoffe und Bergbau (LGRB) (Hinweise). Ein ähnliches Bold bietet die unter → Literatur aufgeführte geologische Karte.